# D-sub

DA, DB, DC, DD, DE 크기 커넥터의 일반 밀도

D-서브미니어처(D-subminiature) 또는 D-서브(D-sub)는 일반적인 유형의 전기 단자이다. 이 커넥터는 특징적인 D자형 금속 실드 때문에 이름 붙여졌다. D-서브는 처음 출시되었을 때 컴퓨터 시스템에서 사용되는 커넥터 중 가장 작았다.

## 설명, 명명법 및 변형
| 일반 밀도 | 일반 밀도 | 고밀도 | 고밀도         | 이중 밀도 | 이중 밀도   |
| 이름 | 핀 배치   | 이름   | 핀 배치        | 이름      | 핀 배치     |
| --- | --------- | ------ | -------------- | --------- | ----------- |
| DA-15 | 8–7       | DA-26  | 9–9–8          | DA-31     | 10–11–10    |
| DB-25 | 13–12     | DB-44  | 15–15–14       | DB-52     | 17–18–17    |
| DC-37 | 19–18     | DC-62  | 21–21–20       | DC-79     | 26–27–26    |
| DD-50 | 17–16–17  | DD-78  | 20–19–20–19    | DD-100    | 26–25–24–25 |
| DE-9 | 5–4       | DE-15  | 5–5–5          | DE-19     | 6–7–6       |
| 19-핀 | 10–9      | 104-핀 | 21–21–21–21–20 |           |             |
| 23-핀 | 12–11     |        |                |           |             |
| 1. 여기서 고밀도 및 이중 밀도 분류는 플로피 디스크 명명법과 반대이다. 여기서 고밀도는 일반 밀도와 이중 밀도 사이의 중간이다. |           |        |                |           |             |

D-서브는 일반적으로 D자형 금속 실드 또는 셸로 둘러싸인 두 개 이상의 평행한 핀 또는 소켓 열을 포함하며, 이 실드는 기계적 지지대를 제공하고 올바른 방향을 보장하며 전자파장애를 차폐할 수 있다. 이 실드를 셸(또는 D-셸)이라고 부르는 것은 케이블 셸 또는 백셸의 줄임말인 셸이라는 용어와도 혼동될 수 있다. D-서브 커넥터에는 성별이 있다. 핀 접점이 있는 부품은 수 커넥터 또는 플러그라고 불리는 반면, 소켓 접점이 있는 부품은 암 커넥터 또는 소켓이라고 불린다. 소켓의 실드는 플러그의 실드 안에 단단히 들어맞는다. 패널 장착형 커넥터에는 일반적으로 #4-40 UNC(통일 나사산 표준으로 지정됨) 잭스크류가 있어 케이블 끝 커넥터 커버의 나사를 받아 커넥터를 함께 잠그고 기계적 변형 완화를 제공하며, 3/16인치(또는 5mm) 육각 소켓으로 조일 수 있다.
각 커넥터 양쪽에 있는 육각형 스탠드오프(4-40 볼트)에는 나사산이 있는 스터드가 있어 커넥터를 금속 패널에 고정한다. 또한 케이블 셸에 있는 잭스크류를 받는 나사산이 있는 소켓이 있어 플러그와 소켓을 함께 고정한다.

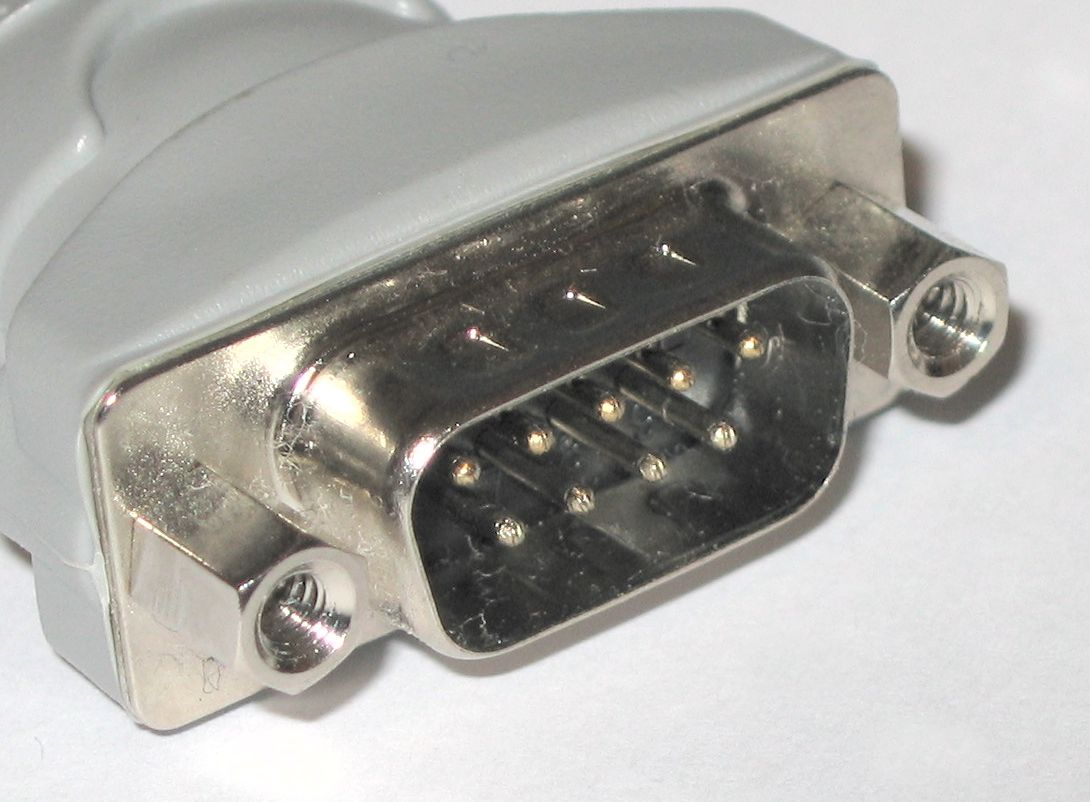
수 DE-9 커넥터(인라인 소켓)

케이블 끝 커넥터가 다른 케이블 끝에 연결될 것으로 예상되는 경우 가끔 너트가 케이블 끝 커넥터에 있을 수 있다(사진에 있는 수 DE-9 참조). 차폐 케이블을 사용하는 경우 실드는 케이블의 전체 차폐에 연결된다. 이렇게 하면 전체 케이블 및 커넥터 시스템을 덮는 전기적으로 연속적인 차폐가 생성된다.
D-서브 시리즈 커넥터는 1952년 캐넌에서 도입되었다. 캐넌의 부품 번호 시스템은 전체 시리즈의 접두사로 D를 사용하며, 그 다음에는 셸 크기를 나타내는 A, B, C, D 또는 E 중 하나가 오고, 핀 또는 소켓의 수가 오며, 그 다음에는 부품의 성별을 나타내는 P(플러그 또는 핀) 또는 S(소켓)가 온다. 각 셸 크기는 일반적으로(예외는 아래 참조) 특정 수의 핀 또는 소켓에 해당한다. A는 15개, B는 25개, C는 37개, D는 50개, E는 9개이다. 예를 들어, DB-25는 25핀 셸 크기와 25핀 접점 구성을 가진 D-서브를 나타낸다. 이 커넥터의 각 행에 있는 접점은 3000분의 326인치 또는 약 0.1087 인치 (2.76 mm) 간격으로 떨어져 있으며, 행 간격은 0.112 인치 (2.84 mm)이다. 두 행의 핀은 행의 인접 접점 간 거리의 절반만큼 오프셋되어 있다. 이 간격을 일반 밀도라고 한다. 플러그 및 소켓의 원래 P 및 S 대신 수 및 암을 의미하는 접미사 M 및 F가 때때로 사용된다.

### 변형

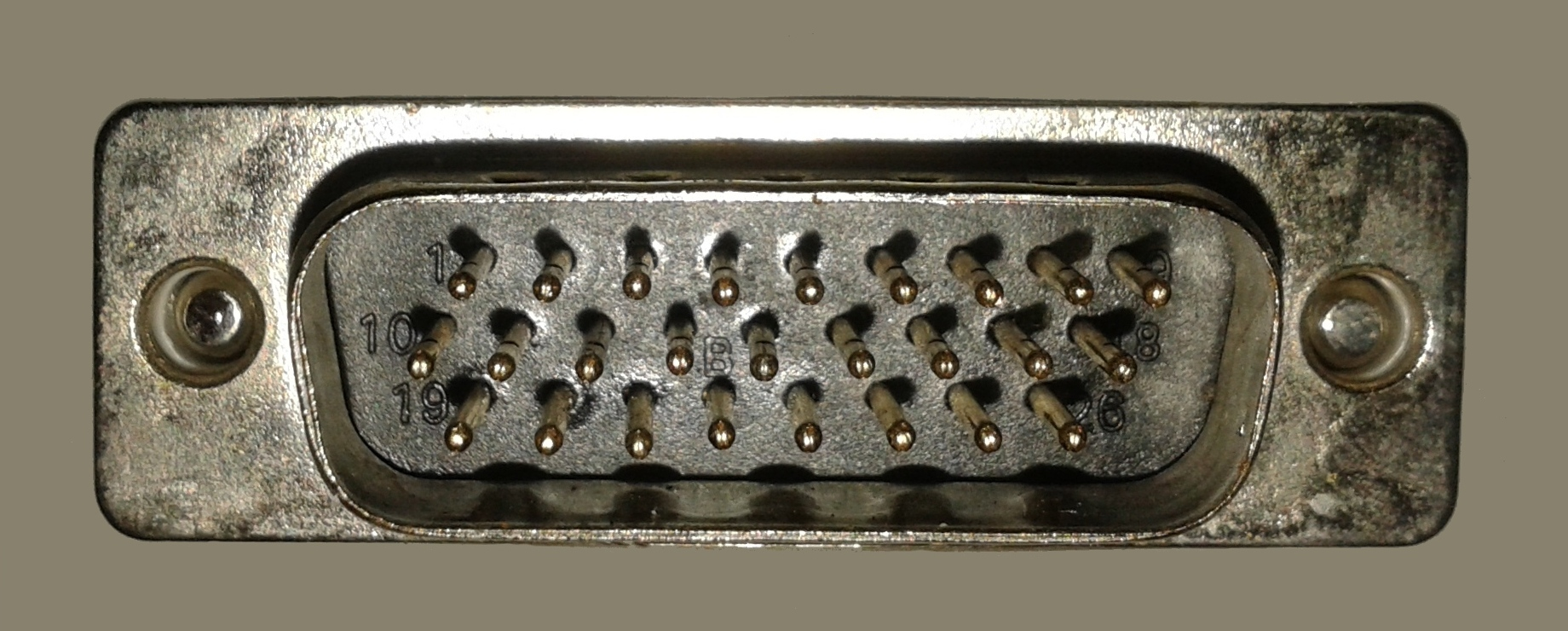
DA-26 수 커넥터, 때때로 DB-26HD 또는 HD-26으로 잘못 불림

3개의 동축 케이블 연결과 10개의 일반 핀을 가진 DB13W3 커넥터

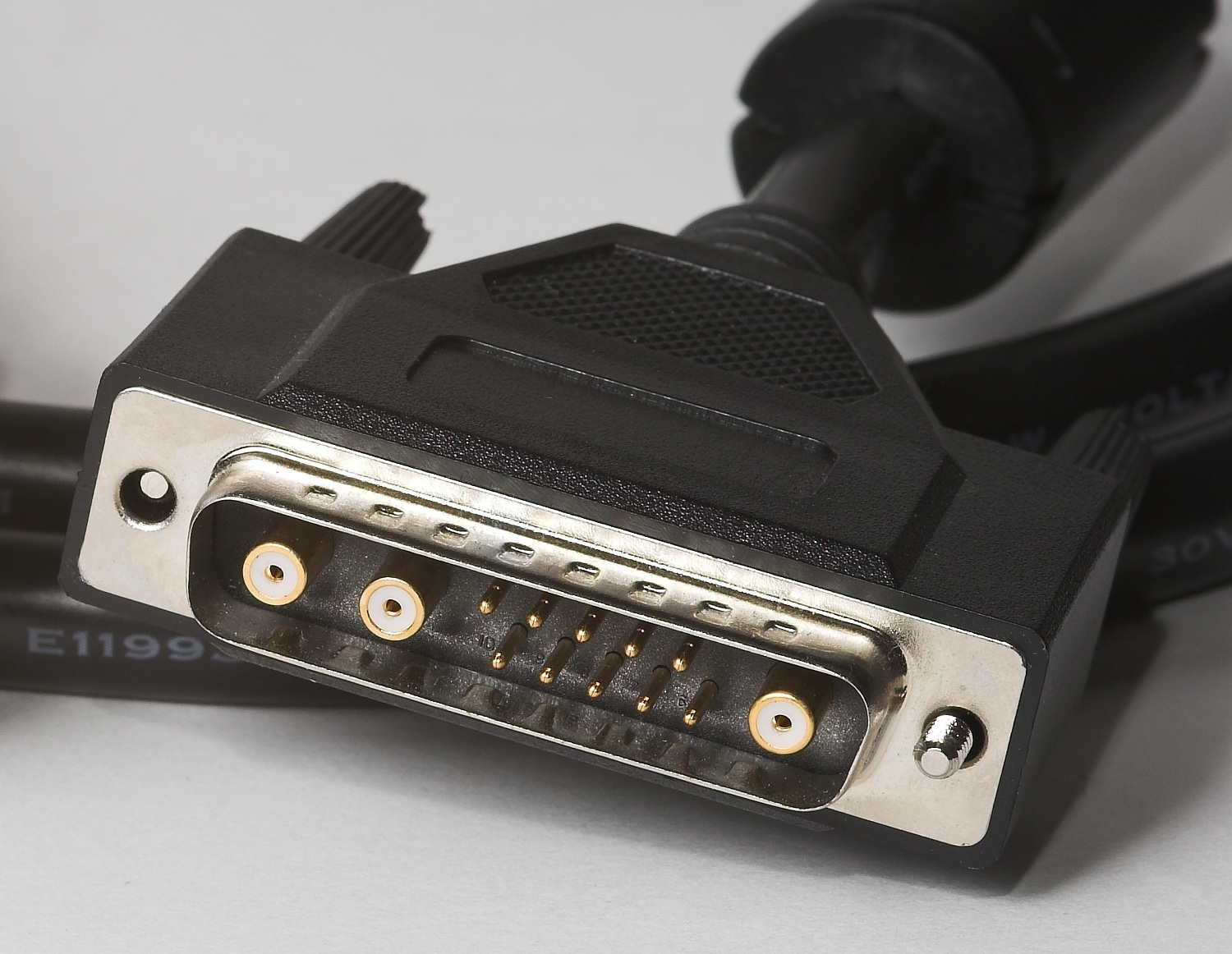
수 DB13W3 커넥터(플러그)

이후 D-서브 커넥터는 원래 셸 크기에 추가 핀을 추가했으며, 그 이름은 동일한 패턴을 따른다. 예를 들어, 일반적으로 VGA 단자 케이블에서 발견되는 DE-15는 E 크기 셸로 둘러싸인 세 줄에 15개의 핀을 가지고 있다. 핀은 수평으로 0.090 인치 (2.3 mm), 수직으로 0.078 인치 (2.0 mm) 간격으로 배치되어 있으며, 이를 고밀도라고 한다. 동일한 핀 간격을 가진 다른 커넥터로는 DA-26, DB-44, DC-62, DD-78 및 104핀이 있다. DD-78은 네 줄, 104핀은 다섯 줄을 제외하고 모두 세 줄의 핀을 가지고 있다. D-서브 커넥터의 이중 밀도 시리즈는 훨씬 더 조밀한 배열을 특징으로 하며 DE-19, DA-31, DB-52, DC-79 및 DD-100으로 구성된다. DD-100은 네 줄을 제외하고 이들은 각각 세 줄의 핀을 가지고 있다.

#### 일반적인 오칭
위의 명명 패턴은 항상 따르지 않았다. 개인용 컴퓨터가 직렬 포트와 병렬 포트에 DB-25 커넥터를 처음 사용했기 때문에, PC 직렬 포트가 9핀 커넥터를 사용하기 시작했을 때, B가 셸 크기를 나타낸다는 사실을 알지 못해 DE-9 커넥터 대신 DB-9로 자주 표기되었다. 이제 DE-9 커넥터가 DB-9 커넥터로 판매되는 것이 일반적이다. DB-9는 거의 항상 E-크기 셸을 가진 9핀 커넥터를 의미한다. 아미가 컴퓨터의 대부분에서 외장 플로피 드라이브 및 비디오 출력에 사용되는 비표준 23핀 D-서브 커넥터는 일반적인 DB 소켓보다 셸 크기가 2핀 작음에도 불구하고 일반적으로 DB-23으로 표기된다. 여러 컴퓨터에서 매킨토시 (외장 플로피 드라이브), 아타리 ST (외장 하드 드라이브), NeXT (메가픽셀 디스플레이 모니터 및 레이저 프린터)를 포함하여 비표준 19핀 D-서브 커넥터가 사용되었으며, 때때로 DB-19로 불렸다.
위에서 언급된 DB 문자와 D의 혼동을 반영하여, 고밀도 커넥터는 각각 DB-15HD (또는 DB-15 또는 HD-15), DB-26HD (HD-26), DB-44HD, DB-62HD, DB-78HD 커넥터로도 불리며, 여기서 HD는 고밀도를 의미한다.
캐넌은 또한 고전류, 고전압 또는 동축 삽입물용으로 일부 일반 접점 대신 더 큰 접점을 가진 콤보 D-서브를 생산했다. DB13W3 변형은 고성능 비디오 연결에 일반적으로 사용되었다. 이 변형은 빨강, 초록, 파랑 비디오 신호용으로 10개의 일반(#20) 핀과 3개의 동축 접점을 제공했다. 콤보 D-서브는 현재 다른 회사에서 다양한 구성으로 제조되고 있다. 일부 변형은 최대 40A의 정격 전류를 가지며, 다른 변형은 방수이며 IP67 표준을 충족한다.
D-서브 제품군과 유사한 모양의 또 다른 커넥터 제품군은 HD-50 및 HD-68과 같은 이름을 사용하며, DB-25 폭의 절반 정도의 D자형 셸을 가지고 있다. 이들은 SCSI 부착물에서 일반적이다.
원래 D-서브 커넥터는 이제 국제 표준인 IEC 60807-3 / DIN 41652로 정의된다. 미국 군대도 D-서브미니어처 커넥터에 대한 또 다른 사양인 MIL-DTL-24308 표준을 유지한다.

### 마이크로-D 및 나노-D

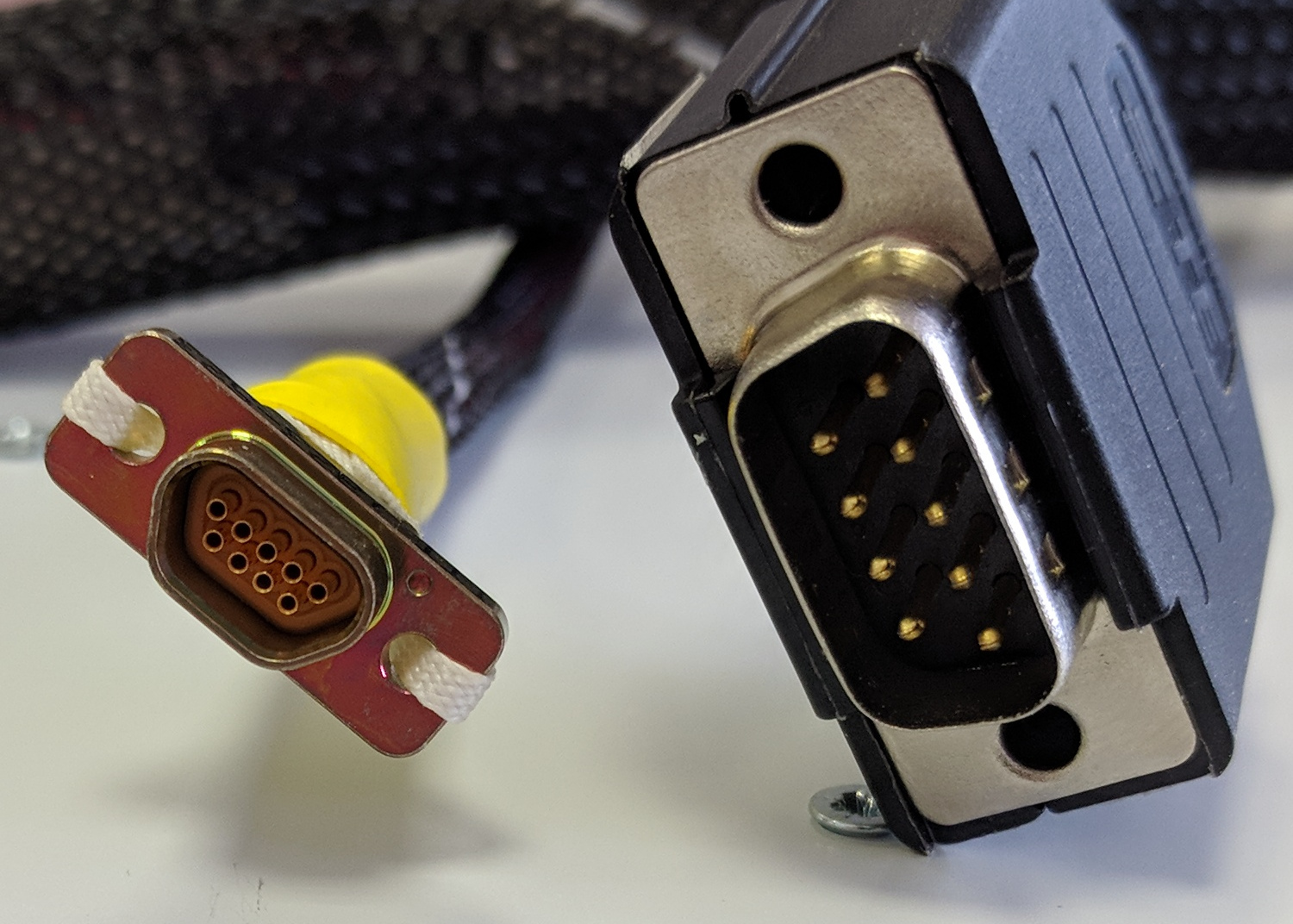
마이크로미니어처 D 커넥터와 수 DE-9 비교

ITT 캐넌의 상표인 마이크로미니어처 D(마이크로-D) 및 나노미니어처 D(나노-D)를 포함하여 D-서브에서 파생된 더 작은 커넥터가 있다. 마이크로-D는 D-서브 길이의 약 절반이고, 나노-D는 마이크로-D 길이의 약 절반이다. 주요 응용 분야는 스페이스와이어 네트워크와 같은 군사 및 우주 등급 기술이다. 마이크로-D의 MIL-SPEC은 MIL-DTL-83513이고, 나노-D는 MIL-DTL-32139이다.

## 일반적인 응용

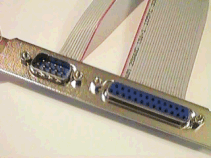
9핀 수 (DE-9M) 커넥터 (플러그)와 25핀 암 (DB-25F) 커넥터 (소켓)

### 통신 포트
D-서브의 가장 폭넓은 응용 분야는 RS-232 직렬 통신용이지만, 이 표준은 이 커넥터를 필수로 지정하지 않았다. RS-232 장치는 원래 DB-25를 사용했지만, 많은 응용 분야에서 덜 일반적인 신호는 생략되어 DE-9를 사용할 수 있게 되었다. 이 표준은 터미널 장비용으로는 수 커넥터를, 모뎀용으로는 암 커넥터를 지정하지만, 많은 변형이 존재한다. IBM PC 호환기종은 장치에는 수 커넥터를, 모뎀에는 암 커넥터를 사용하는 경향이 있다. 초기 애플 매킨토시 모델은 RS-422 멀티 드롭 직렬 인터페이스(RS-232로 작동할 수 있음)에 DE-9 커넥터를 사용했다. 후기 매킨토시 모델은 대신 8핀 미니 DIN 단자를 사용한다.
PC에서는 25핀 및 (IBM PC/AT부터 시작하여) 9핀 플러그가 RS-232 직렬 포트에 사용되었고, 25핀 소켓은 병렬 포트에 사용되었다(프린터 자체에 있는 센트로닉스 포트는 확장 카드에 직접 배치하기에는 불편하게 컸기 때문).
많은 무정전 전원 장치에는 RS-232 인터페이스를 통해 연결된 컴퓨터에 신호를 보내기 위해 DE-9F 커넥터가 있다. 종종 이들은 컴퓨터에 직렬로 데이터를 보내지 않고, 대신 핸드셰이킹 제어 라인을 사용하여 낮은 배터리, 전원 장애 또는 기타 상태를 나타낸다. 이러한 사용은 제조업체마다 표준화되어 있지 않으며 특수 케이블이 필요할 수 있다.

### 네트워크 포트
DE-9 커넥터는 일부 토큰링 네트워크뿐만 아니라 다른 컴퓨터 망에도 사용되었다.

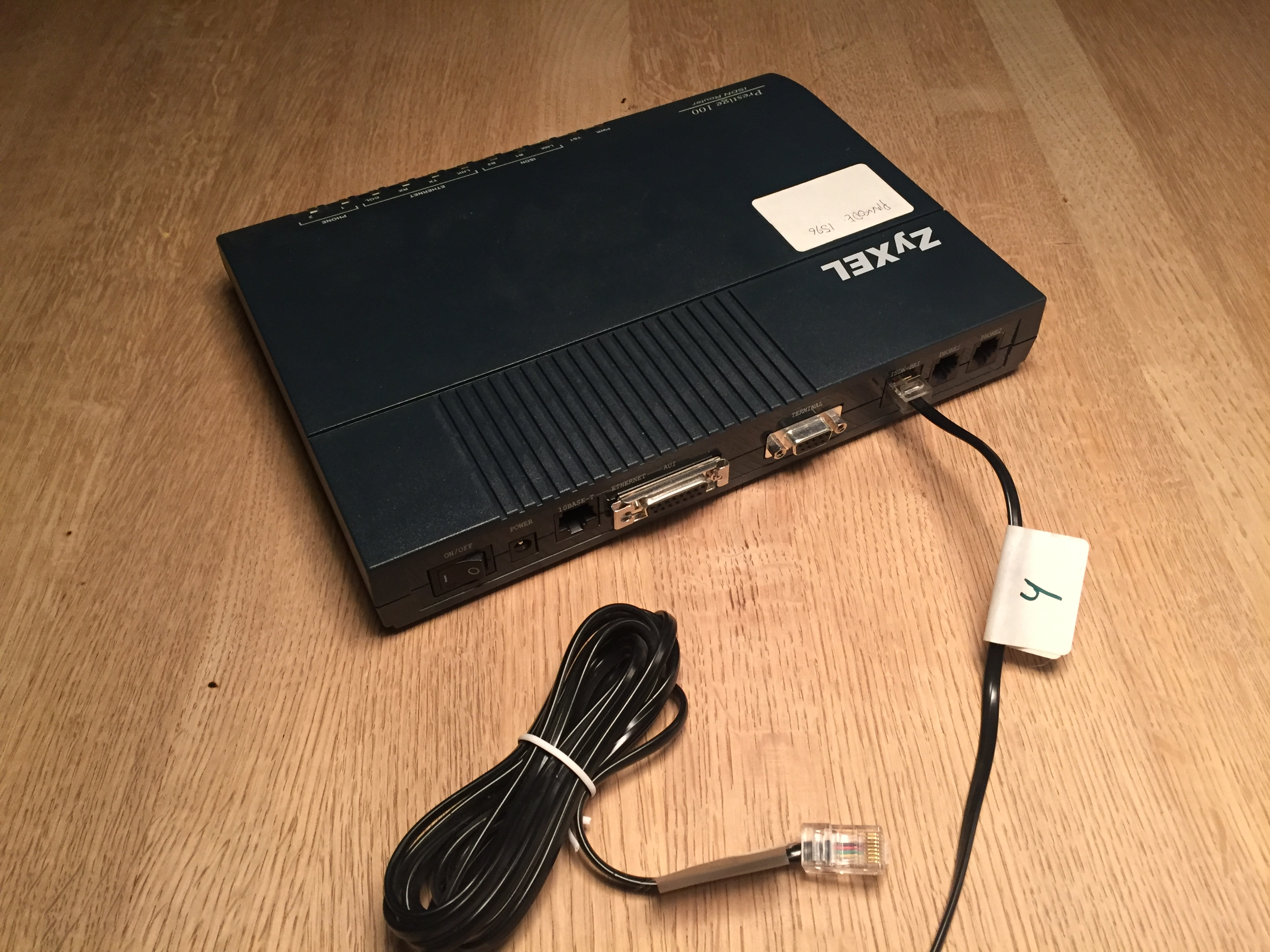
DA-15 (AUI) 및 DE-9 (직렬 콘솔) 커넥터가 있는 라우터. 전자의 슬라이딩 클립에 주목할 것.

원래 1980년대에는 이더넷 네트워크 인터페이스 카드 또는 장치가 어태치먼트 유닛 인터페이스 (AUI) 케이블을 사용하여 미디어 어태치먼트 유닛에 연결되었고, 이어서 10BASE5 및 나중에는 10BASE2 또는 10BASE-T 네트워크 케이블링에 연결되었다. AUI 케이블은 DA-15 커넥터를 사용했지만, 일반적인 나사산이 있는 육각 스터드 대신 커넥터를 함께 잠그는 슬라이딩 래치를 사용했다. 슬라이딩 래치는 구성 요소 형태의 이유로 잭스크루를 사용할 수 없는 곳에서 더 빨리 연결하고 분리하며 작동하도록 고안되었다.
차량에서는 DE-9 커넥터가 제어기 영역 네트워크 (CAN)에 일반적으로 사용된다. 암 커넥터는 버스에 있고 수 커넥터는 장치에 있다.

### 컴퓨터 비디오 출력

#### DE-9 커넥터
IBM 호환 개인용 컴퓨터의 암 9핀 커넥터는 MDA, 허큘리스, CGA, 또는 EGA(드물게 VGA 또는 기타)와 같은 디지털 RGBI 비디오 디스플레이 출력일 수 있다. 이 모든 것들이 동일한 DE-9 커넥터를 사용하더라도 디스플레이가 모두 호환되는 것은 아니며, 호환되지 않는 장치에 동일한 커넥터를 사용하여 연결하면 모니터 또는 비디오 인터페이스가 손상될 수 있다.
| 어댑터 | MDA                     | CGA                    | EGA                            | VGA (초기 DE-9 변형)     |
| ------ | ----------------------- | ---------------------- | ------------------------------ | ------------------------ |
| 핀 1   | 접지                    | 접지                   | 접지                           | + 아날로그 빨간색        |
| 핀 2   | 접지                    | 접지                   | + 보조 빨간색 (강도)           | + 아날로그 초록색        |
| 핀 3   |                         | + 빨간색               | + 빨간색                       | + 아날로그 파란색        |
| 핀 4   |                         | + 초록색               | + 초록색                       | − 수평 동기 (31.5 kHz)   |
| 핀 5   |                         | + 파란색               | + 파란색                       | ± 수직 동기 (70 / 60 Hz) |
| 핀 6   | + 강도                  | + 강도                 | + 보조 초록색 (강도)           | 빨간색 접지              |
| 핀 7   | + 비디오                | 예약됨                 | + 보조 파란색 (강도)           | 초록색 접지              |
| 핀 8   | + 수평 동기 (18.43 kHz) | + 수평 동기 (15.7 kHz) | + 수평 동기 (15.7 / 21.85 kHz) | 파란색 접지              |
| 핀 9   | − 수직 동기 (50 Hz)     | + 수직 동기 (60 Hz)    | ± 수직 동기 (60 Hz)            | 결합 동기 접지           |

#### DE-15 커넥터

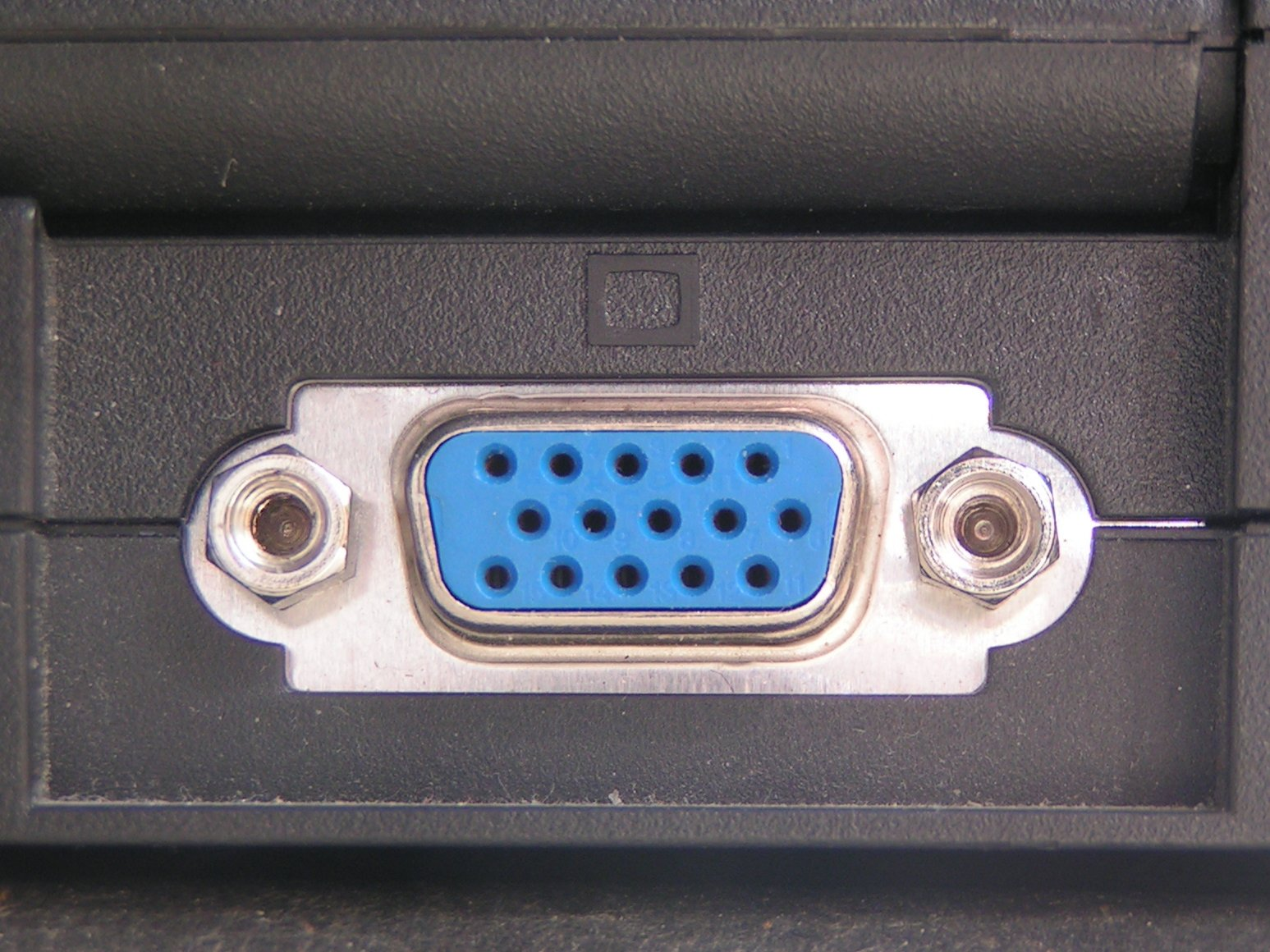
VGA 단자, SVGA 및 XGA 포트에 사용되는 암 DE-15 커넥터(소켓). PC 시스템 디자인 가이드의 색상 코딩 방식에 따라 파란색이다.

후기 아날로그 비디오(VGA 이후) 어댑터는 일반적으로 DE-9 커넥터를 DE-15 고밀도 소켓으로 대체했다(일부 초기 VGA 장치는 여전히 DE-9 커넥터를 사용했지만). DE-15 커넥터는 DE-9 커넥터와 동일한 셸 크기를 가진다(위 참조). DE-15 VGA 커넥터의 추가 핀은 점점 더 정교한 모니터 감지 플러그 앤 플레이 기능을 추가하는 데 사용되었다.

#### DA-15 커넥터
매킨토시 II를 시작으로 많은 애플 매킨토시 모델은 아날로그 RGB 비디오 출력용으로 DA-15 소켓을 사용했다. 이 커넥터는 위의 DE-15 커넥터와 동일한 핀 수를 가졌지만, DA-15 표준 커넥터의 더 전통적인 핀 크기, 핀 간격 및 셸 크기를 사용했다. "VGA 어댑터"(즉, DA-15에서 DE-15 동글)는 사용할 수 있었지만, 모니터마다 다르거나 DIP 스위치 구성이 필요했다. 특히 매킨토시의 모니터 감지 핀은 VGA 커넥터의 DDC와 동일하지 않았기 때문이다.
이전 애플 IIGS는 동일한 물리적 DA-15 커넥터를 동일한 목적으로 사용했지만 호환되지 않는 핀 배열을 가졌다. 애플 IIe용 디지털 (따라서 호환되지 않는) RGB 어댑터도 DA-15F를 사용했다. 애플 IIc는 RGB를 파생하는 데 필요한 신호를 제공하지만 RGB가 아닌 보조 비디오 포트에 DA-15F를 사용했다.

### 게임 컨트롤러 포트

#### DE-9 커넥터

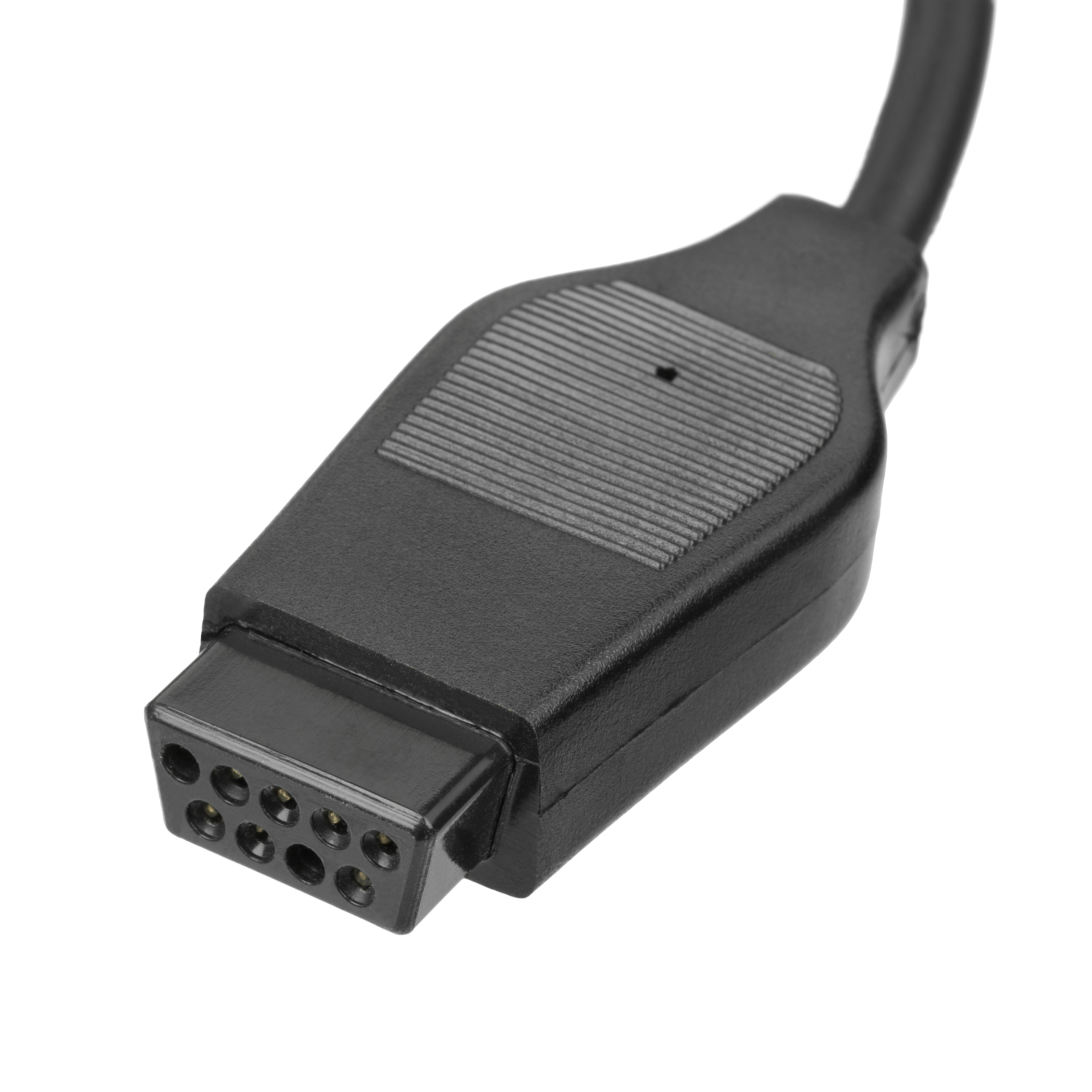
초기 가정용 콘솔 및 컴퓨터에서 게임 컨트롤러에 일반적으로 사용되는 비차폐 DE-9 커넥터

1977년 아타리 비디오 컴퓨터 시스템 게임 콘솔은 게임 컨트롤러 커넥터에 수정된 DE-9 커넥터(시스템에는 수, 케이블에는 암)를 사용한다. 아타리 조이스틱 포트는 금속 실드 없이 전체가 성형 플라스틱으로 되어 있으며, 고정 나사 쌍이 없다. 그 후 몇 년 동안 다양한 비디오 게임 콘솔 및 가정용 컴퓨터가 자체 게임 포트에 동일한 커넥터를 채택했지만, 모두 상호 운용 가능한 것은 아니었다. 가장 일반적인 배선은 아날로그 입력용으로 5개의 이산 신호 연결(상하좌우 움직임 및 발사 버튼용 스위치 5개)과 100kΩ 전위차계 또는 패들 쌍을 지원했다. 일부 컴퓨터는 추가 버튼을 지원했으며, 일부 컴퓨터에서는 마우스, 라이트 펜 또는 그래픽 태블릿과 같은 추가 장치도 게임 포트를 통해 지원되었다. 기본적인 원버튼 디지털 조이스틱과 기본적인 패들과 달리, 이러한 장치는 일반적으로 시스템마다 호환되지 않았다.
DE-9 커넥터를 게임 포트로 사용하는 시스템으로는 TI-99/4A, 아타리 8비트 제품군, 아타리 ST, 아타리 7800, VIC-20, 코모도어 64, 코모도어 128, 아미가, 암스트래드 CPC (암스트래드 전용 조이스틱 두 개를 연결할 때 데이지 체인 방식을 사용함), MSX, X68000, FM 타운즈, 콜레코비전, SG-1000, 세가 마스터 시스템, 메가 드라이브, 3DO 인터랙티브 멀티플레이어 등이 있다.
ZX 스펙트럼은 내장 조이스틱 커넥터가 없지만, 시판 인터페이스는 DE-9 조이스틱을 연결할 수 있는 기능을 제공했다. NEC의 가정용 컴퓨터(예: PC-88, PC-98)도 사용되는 사운드 카드에 따라 게임 컨트롤러에 DE-9 커넥터를 사용했다.
페어차일드 채널 F 시스템 II 및 Bally Astrocade도 착탈식 조이스틱에 DE-9 커넥터를 사용한다. 둘 다 아타리 커넥터와 호환되지 않는다.
많은 애플 II 컴퓨터도 조이스틱에 DE-9 커넥터를 사용하지만, 컴퓨터에는 암 포트가 있고 컨트롤러에는 수 포트가 있으며, 디지털 스틱이 아닌 아날로그 스틱을 사용하고, 핀 배열은 앞서 언급한 시스템과 완전히 다르다. DE-9 커넥터는 매킨토시, 애플 III, IBM PC 호환기종, 또는 앞서 언급한 예외를 제외한 대부분의 게임 콘솔에서 게임 포트에 사용되지 않았다. 세가는 새턴과 드림캐스트의 경우 독점 컨트롤러 포트로 전환했다.

#### DA-15 커넥터

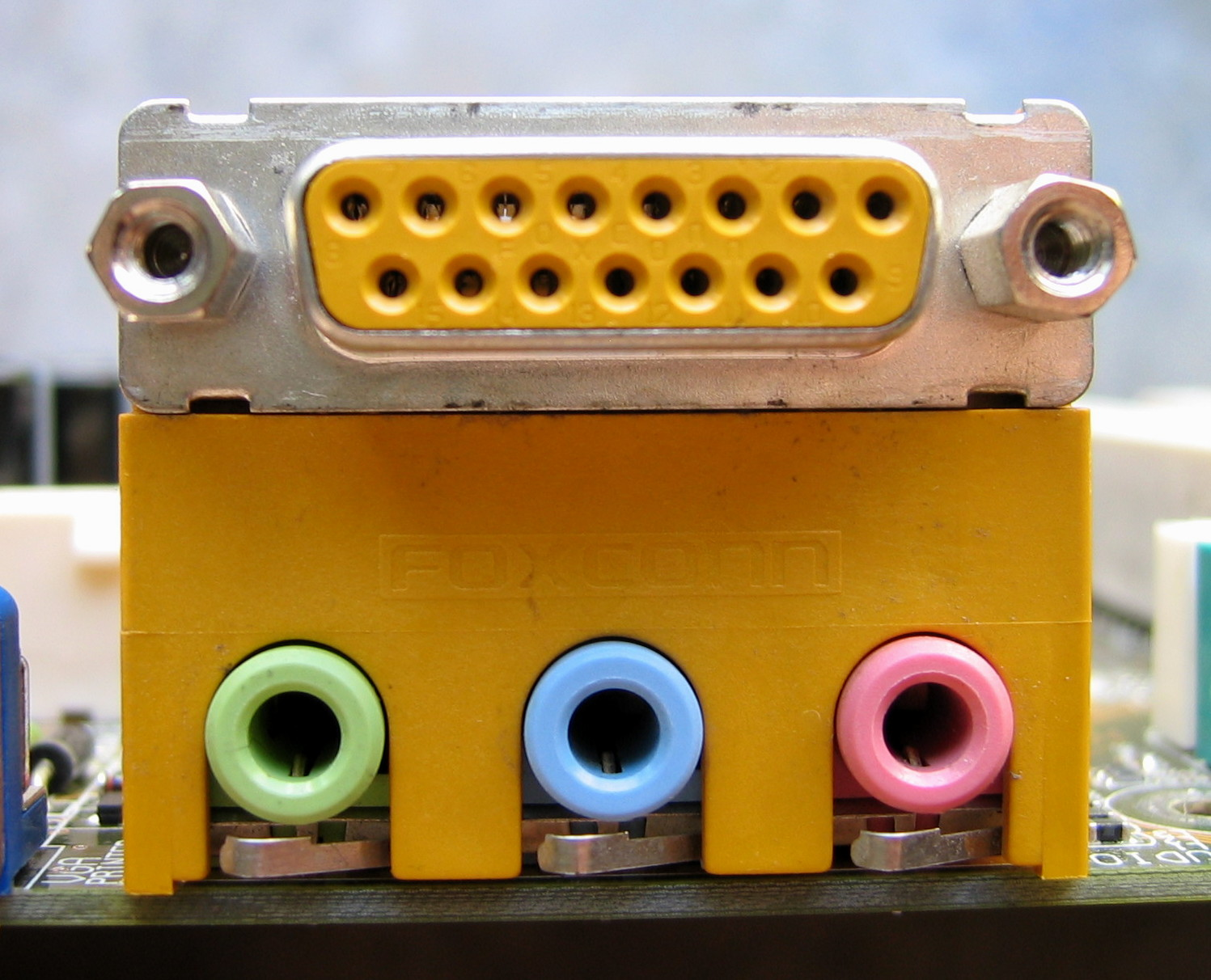
DA-15 게임 포트 커넥터(노란색, 상단)

DA-15S 커넥터는 PC 조이스틱 커넥터에 사용되며, 각 DA-15 커넥터는 두 개의 조이스틱을 지원하며 각각 두 개의 아날로그 축과 두 개의 버튼을 가진다. 다시 말해, 하나의 DA-15S 게임 어댑터 커넥터는 4개의 아날로그 전위차계 입력과 4개의 디지털 스위치 입력을 가진다. 이 인터페이스는 엄격히 입력 전용이지만, +5V DC 전원을 제공한다. 두 개 이상의 축 또는 두 개 이상의 버튼을 가진 일부 조이스틱은 두 조이스틱 모두에 지정된 신호를 사용한다. 반대로, 단일 DA-15 게임 어댑터 포트에 두 개의 개별 조이스틱을 연결할 수 있는 Y-어댑터 케이블이 있다. 이러한 Y-어댑터에 연결된 조이스틱이 두 개 이상의 축 또는 버튼을 가진 경우, 각각의 처음 두 개만 작동한다.
IBM DA-15 PC 게임 커넥터는 (일반적으로 MPU-401 호환) MIDI 인터페이스를 추가하도록 수정되었으며, 이는 종종 크리에이티브 랩스의 사운드 블라스터 제품군과 같은 서드파티 사운드 카드의 게임 커넥터에 구현된다. (IBM이 도입한) 표준 직선형 게임 어댑터 커넥터는 세 개의 접지 핀과 네 개의 +5V 전원 핀을 가지며, MIDI 개조는 아래쪽 행에 있는 접지 핀 중 하나와 +5V 핀 중 하나를 MIDI In 및 MIDI Out 신호 핀으로 대체한다. (MIDI Thru는 제공되지 않는다.) 크리에이티브 랩스에서 이 개조를 도입했다.
네오 지오 AES 게임 콘솔도 DA-15 커넥터를 사용했지만, 핀 배열이 다르므로 일반 DA-15 PC 게임 컨트롤러와 호환되지 않는다.
패밀리 컴퓨터 콘솔은 컨트롤러가 유선으로 연결되었지만, 추가 주변 장치를 위한 DA-15 확장 포트도 포함되어 있었다. 많은 클론 하드웨어는 패미컴 확장 포트의 일부를 구현한 DA-15를 사용하여 일부 패미컴 주변 장치와 호환되었다. 후기 클론은 더 저렴한 DE-9 포트로 전환했다.
아타리 5200 콘솔도 이전 모델의 DE-9 대신 DA-15를 사용하여 키패드의 매트릭스를 용이하게 했다. 아타리 팔콘, 아타리 STe 및 아타리 재규어는 DE-15를 사용했다.

### 기타
매킨토시 컴퓨터의 25핀 소켓은 일반적으로 단일 종단형 SCSI 커넥터로, 모든 신호 리턴을 하나의 접점으로 결합한다(주변 장치에 일반적으로 있는 Centronics C50 커넥터는 각 신호에 대한 별도의 리턴 접점을 제공함). 반면 구형 썬 하드웨어는 Fast-SCSI 장비에 DD-50 커넥터를 사용한다. Ultra2 이후의 SCSI 변형이 차동 신호를 사용함에 따라 매킨토시 DB-25 SCSI 인터페이스는 구식이 되었다.
D-서브미니어처 커넥터는 산업용 제품에 자주 사용되며, DA-15 버전은 로터리 및 선형 엔코더에 일반적으로 사용된다.

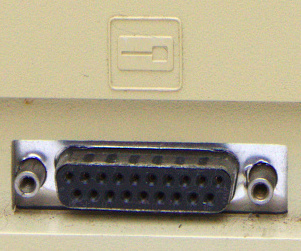
매킨토시 512K의 외장 플로피 디스크 드라이브용 DB-19 커넥터

초기 매킨토시와 후기 애플 II 컴퓨터는 외장 플로피 디스크 드라이브 연결에 비표준 19핀 D-서브를 사용했다. 아타리 또한 16비트 컴퓨터 제품군에 이 커넥터를 사용하여 하드 디스크 드라이브와 아타리 레이저 프린터를 연결했으며, 이 포트는 ACSI (Atari Computer System Interface) 포트와 DMA 버스 포트 모두로 알려져 있었다. 코모도어 아미가는 비디오 출력(수)과 최대 3개의 추가 외장 플로피 디스크 드라이브를 데이지 체인으로 연결하기 위한 포트(암) 모두에 동일하게 비표준 23핀 버전을 사용했다.
전문 오디오 분야에서는 여러 연결이 DB-25 커넥터를 사용한다.
- 태스캠과 많은 다른 회사들은 DB-25 커넥터를 통해 연결을 사용하며,[29] 이는 AES59로 표준화되었다. 이 연결은 동일한 핀 배열을 사용하여 AES3 디지털 오디오 또는 아날로그 오디오를 전송한다.[30]
- 태스캠은 처음에는 TDIF 연결을 DB-25 커넥터를 통해 멀티트랙 녹음 오디오 장비에 사용했다. 전송되는 신호는 AES3 호환이 아니다.
- 롤랜드는 멀티트랙 녹음 오디오 장비(R-버스)에 DB-25 커넥터를 사용했다. 몇몇 패치 패널은 후면에 DB-25 커넥터를, 전면에는 폰 잭(또는 TRS 폰 커넥터)을 가지고 있지만, 이들은 일반적으로 방송 외부에 더 흔한 태스캠용으로 배선되어 있다.

방송 및 전문 비디오 분야에서 병렬 디지털은 1990년대 후반에 채택된 SMPTE 274M 사양에 따라 DB-25 커넥터를 사용하는 디지털 영상 인터페이스이다. 더 일반적인 SMPTE 259M 직렬 디지털 인터페이스 (SDI)는 디지털 비디오 신호 전송에 BNC 단자를 사용한다.
DC-37 커넥터는 병원 시설에서 병원 침대와 간호사 호출 시스템 간의 인터페이스로 일반적으로 사용되며, 간호사 호출, 침대 이탈, 케이블 이탈을 포함한 TV 엔터테인먼트 및 조명 제어 연결 및 신호 전송을 허용한다.
상대적으로 드문 DC-37 커넥터는 훨씬 더 드문 비박스 컴퓨터의 "긱포트" 전자 실험 브레이크아웃 커넥터로도 발견되었다.
DB-25 커넥터는 국제 레이저 디스플레이 협회에서 발표한 ISP-DB25 프로토콜에 따라 레이저 프로젝터에 빔 변위 및 색상 제어를 위한 아날로그 신호를 전달하는 데 일반적으로 사용된다.

## 와이어-접점 부착 유형

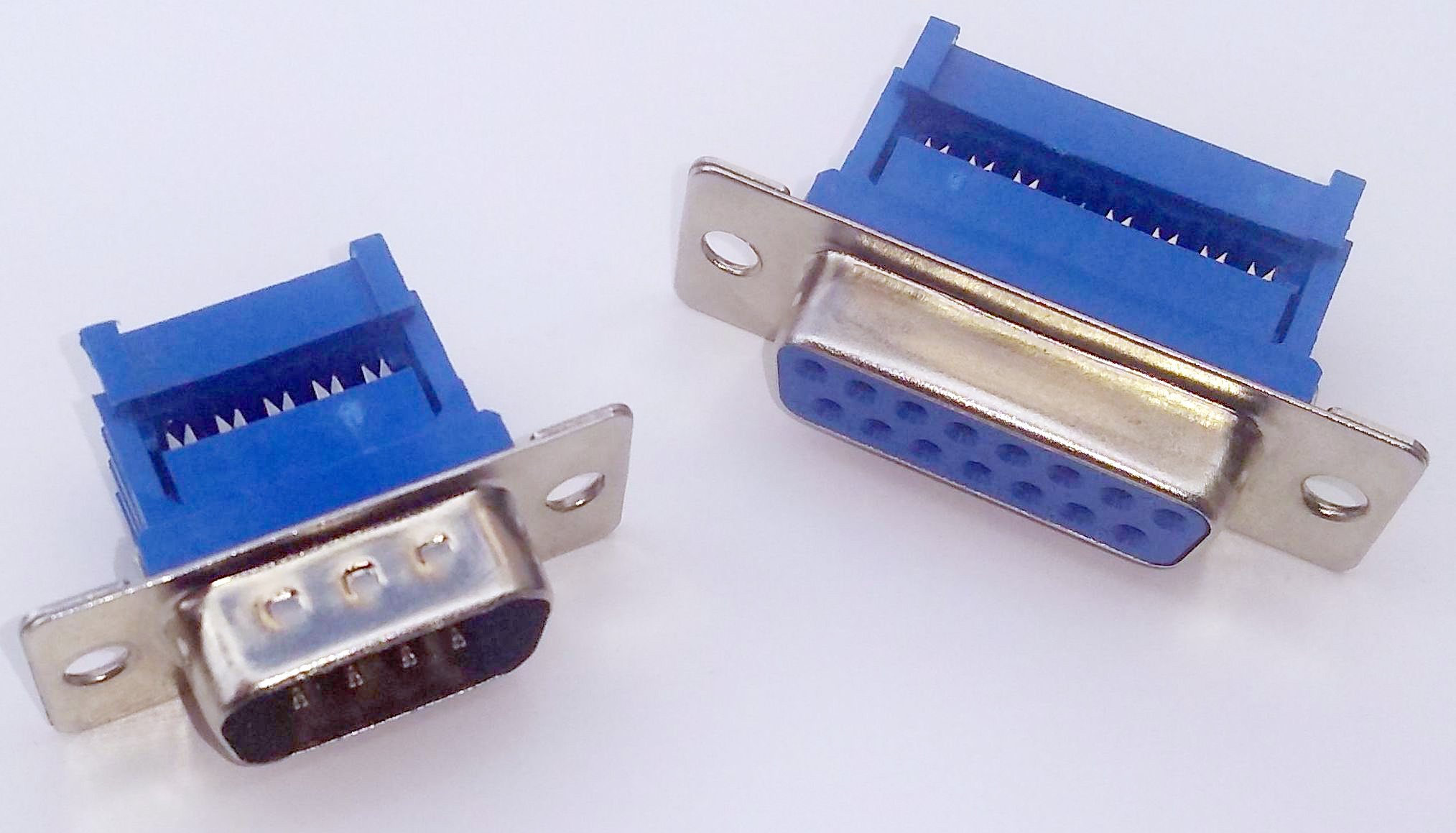
IDC D-서브 커넥터 DE-9 (수) 및 DA-15 (암)

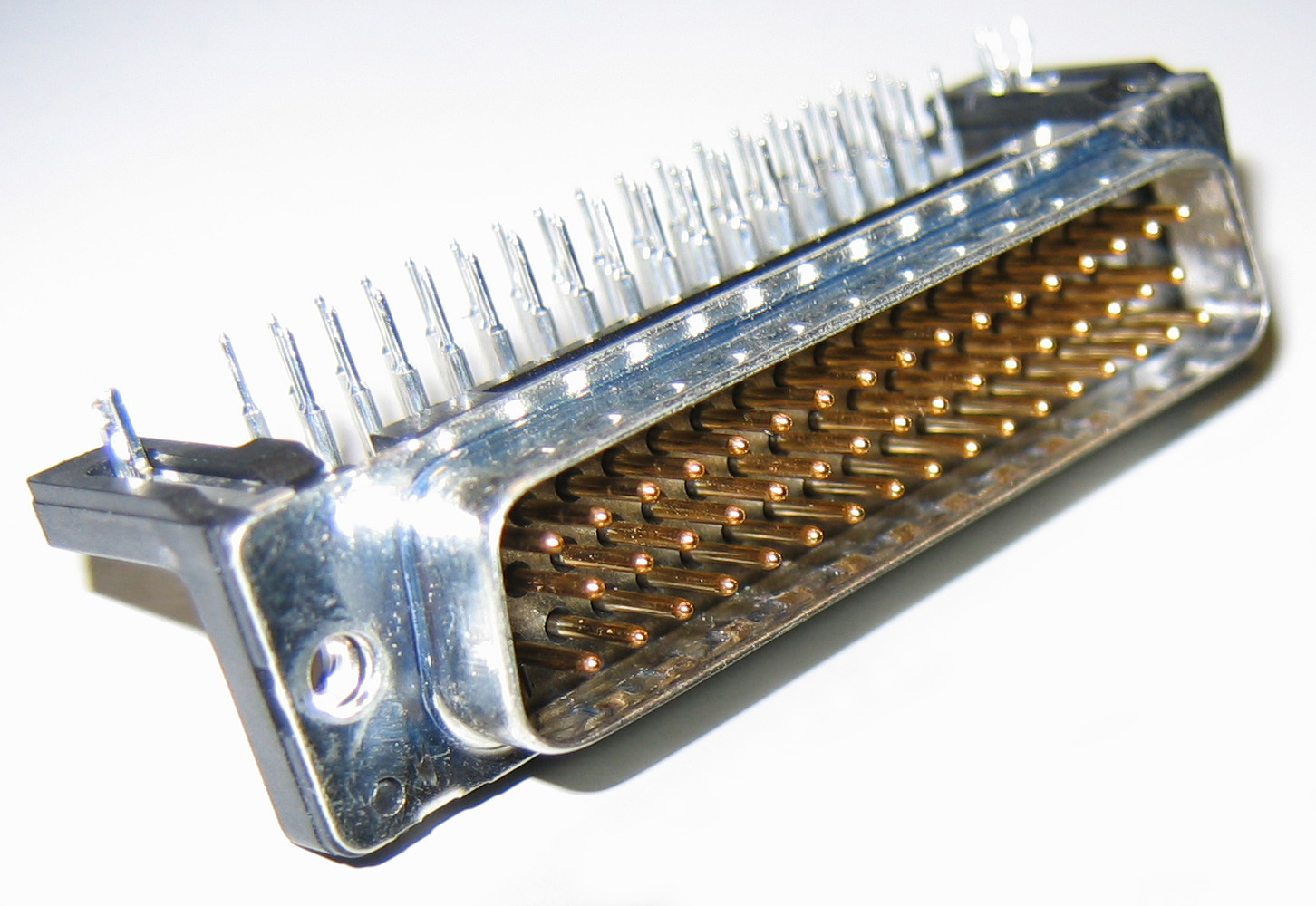
수 PCB 장착 DD-50 커넥터 (플러그)

D-서브 커넥터의 접점에 와이어를 부착하는 데 사용되는 여러 가지 방법이 있다.
- 솔더-버킷(또는 솔더-컵) 접점은 벗겨진 와이어를 삽입하고 수동으로 납땜하는 구멍을 가지고 있다.
- 절연 변위 접점(IDC)은 리본 케이블을 접점 뒷면의 날카로운 뾰족한 부분에 강제로 밀어넣을 수 있게 한다. 이 동작은 모든 와이어의 절연을 동시에 뚫는다. 이는 수동 또는 기계로 조립하는 데 매우 빠른 방법이다.
- 압착 접점은 벗겨진 와이어 끝을 접점 후면의 구멍에 삽입한 다음, 압착 도구를 사용하여 구멍을 압착하여 구멍이 여러 지점에서 와이어를 단단히 잡도록 하여 조립된다. 압착된 접점은 커넥터에 삽입되어 제자리에 고정된다. 개별 압착 핀은 나중에 특수 도구를 커넥터 후면에 삽입하여 제거할 수 있다.
- PCB 핀은 와이어가 아닌 인쇄 회로 기판에 직접 납땜된다. 전통적으로 스루홀 도금 (THP) 보드 스타일 핀이 사용되었지만 (인쇄), 걸윙 표면 실장 (SMD) 연결이 점점 더 많이 사용된다. 후자는 기계적 스트레스에 노출될 때 납땜 패드 접촉 문제가 자주 발생한다. 이 커넥터는 종종 PCB에 직각으로 장착되어 케이블이 PCB 어셈블리의 가장자리에 꽂힐 수 있도록 한다.
- 와이어 랩 연결은 와이어 랩 도구를 사용하여 단단한 와이어를 사각형 포스트 주위에 감아 만든다. 이 유형의 연결은 종종 프로토타입 개발에 사용된다.

와이어 랩 및 IDC 연결 스타일은 특히 더 많은 핀 수의 경우 0.05 인치 리본 케이블 또는 0.1 인치 프로토 보드 그리드와 호환되지 않는 핀 간격을 처리해야 했다.

## 같이 보기
- 마이크로 리본 커넥터

## 추가 읽기
- 애트릭, 로저 (2023년 6월 24일). “D-Subminiature Connectors Explained”. 2023년 11월 25일에 원본 문서에서 보존된 문서. 2023년 11월 25일에 확인함.